# AB Sat
AB Sat est un bouquet de télévision numérique payant, lancé le 23 décembre 1996 et commercialisé en France, Belgique et Suisse. Il est remplacé par Bis Télévisions en 2007.
En France, ces chaînes sont distribuées en partie ou en totalité, sur différents réseaux :
- Satellite
- Câblo-opérateur via Numericable
- ADSL

AB Sat disparaît officiellement le 10 décembre 2007 et change de nom pour Bis TV, cette offre reprend en partie les chaînes proposés par AB Sat et les nouvelles chaînes de la TNT crée en 2005.
En 2017, le groupe Mediawan acquiert le groupe AB ainsi que le bouquet Bis Télévision.

## Historique
La société AB Groupe lancé le 23 décembre 1996, le troisième bouquet payant de télévision numérique par satellite en France, après le lancement en 1992 de Canalsat en version analogique et de TPS, quelques jours auparavant, le 16 décembre 1996). 
Le bouquet AB Sat est créé par des personnalités de l'audiovisuel parmi lesquelles outre Claude Berda Président du groupe AB, Christian Dutoit ex-membre du CSA, ex-dirigeant de TF1, de la production sur Antenne 2, fondateur de plusieurs chaînes comme La Cinq, LCI et I>Télévision, Ghislain Achard ex dirigeant du groupe France Télévisions jusqu'en 2005 ou encore Marc Sillam, devenu producteur de cinéma. 
La société AB Sat faisant office de petit poucet face à Canalsat - et à l'arrivée de TPS - fait preuve d'innovation sur plusieurs points :
- Premier et unique bouquet numérique de télédiffusion disponible sur deux offres satellitaires concurrentes mais aussi sur tous les réseaux câblés. Cette prouesse a été rendue possible par la mise en place de récepteurs numériques compatibles avec les contrôles d'accès (cryptage) de tous les bouquets français (AB Sat et Canalsat et/ou TPS selon la parabole choisie)[2]. Pourtant en 1999, le groupe AB a dû revoir sa stratégie en abandonnant officiellement la commercialisation de ses propres décodeurs sur la France. Cette commercialisation a repris dès l'année 2003, notamment avec un récepteur avec disque dur intégré permettant des fonctions d'enregistrement.
- Offre commerciale "premier prix" pour un abonnement donnant accès à une cinquantaine de chaînes (à partir de 49 francs par mois soit 7,5 euros) dès 1996[3].
- Lancement de dix-huit chaînes numériques en moins de trois mois (prouesse technique que l'on doit aux équipes du directeur technique Jean-Marc Fonseca).
- Création des premières chaînes réellement thématiques : Rire, Animaux, Mangas, Automobile, Fit TV, Escales, Nostalgie la télé, etc.
- Première chaîne cryptée réservée aux adultes à être conventionnée par le CSA (XXL).
- Mise en vente d'un récepteur numérique satellite "boîte à zapper" pour un prix inédit en 1996 : moins de 2000 FRF (environ 300 euros).
- En 1999, un accord est trouvé permettant l'incorporation des chaînes AB dans les bouquets concurrents sous la forme soit d'une option payante et de plusieurs chaînes incorporées à l'offre de base. Toujours valable à ce jour (2013).

En 1998, le groupe AB rachète la chaîne leader du câble et du satellite en France, RTL9, déjà présente dans l'offre AB Sat.
Lancement en mai 2005 de cartes prépayées offrant l'accès aux chaînes du groupe sans abonnement pour une durée de trois à six mois (non compatible avec les décodeurs loués par TPS mais adaptés à ceux qui sont mis en vente).
En juin 2006, AB Sat compte 30000 abonnés en direct sur les satellites Hot Bird et Astra (crypté Viaccess et Mediaguard).
En septembre 2007, le groupe envisage de proposer une offre satellitaire reprenant tout ou partie des chaînes de la TNT via les satellites Hot Bird et Atlantic Bird 3.
- Parution au Journal officiel du 22 septembre 2007 d'une décision obligeant le Bouquet AB Sat de reprendre l'offre du service public : France 2, France 3, France 4 et France 5 ainsi que Arte, LCP et TV5 Monde. Le 24 octobre 2007, les chaines France 3 Sat, France 4, France 5, France Ô et LCP arrive dans le bouquet AB Sat. Au cours du mois de novembre de la même année, TF1 arrive à son tour.

Depuis 10 décembre 2007, AB Groupe change le bouquet AB sat devient Bis Télévisions et  reprenant la quasi-totalité des chaînes de la TNT (sauf les tranches en clair de Canal+ et I>Télé) et des chaînes du bouquet AB Sat dans son offre de base. Le prix du bouquet est de 4,90 euros par mois (hors option Cinérama et Night de 4,90 euros chacune).

## Identité visuelle

Logo d'AB Sat de 1996 à 2007

## Slogan
- Du 23 décembre 1996 au 10 décembre 2007 : On aime la télé

## Dirigeants
Président :
- Jean-Michel Fava

Vice-Président :
- Claude Berda

## Chaine de télévision AB Sat
Au lancement du bouquet, le Groupe AB a lancé en 1996 une chaine dénommée AB Sat et détaillant les programmes diffusées sur les chaines du bouquet du même nom, AB Sat.
Elle sera intégrée a l'offre en 1997 (comme faisant partie des 20 chaines du bouquet alors qu'elle était jusqu'à présent non comptée dans le bouquet) et sera arrêtée plus tard.

## Bouquet satellite

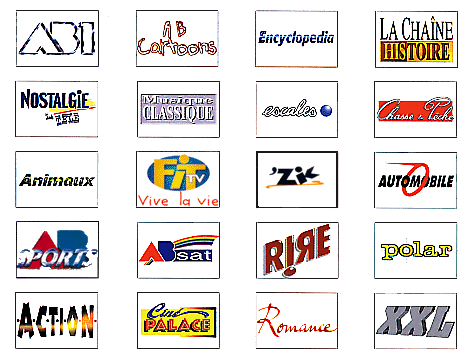
Les 20 chaines du bouquet AB Sat en 1998

### ABsat France
AB1, RTL9, Mangas, AB Moteurs, XXL (22 h 30 - 5 h), Escales, Fit TV, Toute l'Histoire, Dorcel TV (22 h - 5 h), Ciné First, Ciné Pop, Ciné FX, Ciné Polar, Action, Chasse & Pêche, Game One, Equidia, France 2, France 3 Sat, France 4, France 5, France Ô, LCP-AN / Public Sénat, Animaux, 'Zik, Ciné Palace, Ciné Comic, Romance, Nostalgie la télé, Musique Classique, Encyclopédia, Sport+, AB Sat et TF1.

### ABsat Belgique
AB3, AB4, AB1, RTL9[réf. nécessaire], Mangas, Animaux, AB Moteurs, XXL (22h30/05h), Escales, Encyclopedia, Fit TV, Toute L'Histoire, Dorcel TV (24/24h), Ciné FX, Ciné First, Ciné Pop, Ciné Polar, Action et Chasse et Pêche.

### ABsat Europe et Moyen-Orient
AB1, RTL9, Mangas, Animaux, AB Moteurs, XXL (22 h 30 - 5 h), Escales, Encyclopédia, Fit TV, Toute L'Histoire, Dorcel TV (24/24h), Ciné FX, Ciné First, Ciné Pop, Ciné Polar, Action et Chasse & Pêche.

## Chaînes actuelles

### Généralistes
Si pendant longtemps, la multiplication des chaînes généralistes ne s'est pas traduite par une politique similaire d'acquisition de programmes, avec l'arrivée aux commandes de Michèle Cotta au Conseil de Surveillance d'ABsat (en mai 2006, Michèle Cotta rejoint le groupe JLA, le A de AB) et de la numérisation des programmes qui permet une gestion du portefeuille des programmes, les chaînes ont opéré depuis peu, une cohérence au niveau des cibles choisies, ce qui évite la présence des mêmes séries, films ou téléfilms sur les trois chaînes[réf. souhaitée].
- AB1
- RTL9, acquise à 65 % en 1998
- AB3 en Belgique
- AB4 en Belgique

### Cinéma
Le bouquet ABsat a accordé beaucoup d'importance aux chaînes thématiques,,, notamment cinéma, idée reprise aujourd'hui par les autres bouquets français. À l'origine, cinq chaînes composaient cette offre : Action, Polar, Ciné Palace, Rire et Romance. Si Action a réussi à subsister grâce à son format original et à sa reprise dans l'option "Passions" de TPS en 1999 puis dans Canalsat, les autres chaînes ont dû être reformatées. En septembre 2002, ABsat lance le bouquet Ciné Box avec Ciné FX, Ciné Polar, Ciné Comic et Ciné Box. Pourtant deux chaînes disparaissent en 2004 : Ciné Comic et Ciné Box (elles seront reformulées pour l'offre Bis Télévisions). Ciné FX et Ciné Polar sont reprises dans le bouquet cinéma de Canalsat et TPS. La plupart des chaînes cinéma sont reprises également sur le câble en France, en Belgique et en Suisse francophone. Longtemps, la qualité de signal vidéo de ces chaînes a été considérée comme médiocre par une partie de ses abonnés et de la presse spécialisée, l'adoption du format 16/9 ayant engendré une dégradation supplémentaire en raison d'un débit vidéo numérique limité, soit une moyenne de 1,4 Mo ou 1,5 Mo par seconde contre plus du double alloué par exemple, pour la concurrente Ciné+ Classic. Les chaînes Ciné Polar et Action sont les seules chaînes cinéma françaises à maintenir leur logo incrusté dans l'image lors de la diffusion des longs-métrages.
- Action
- Ciné FX (la seule chaîne française 100 % cinéma consacré à la science-fiction, au fantastique et aux films d'épouvante)
- Ciné Polar

### Sport
- AB Moteurs

### Documentaires et découverte
- Animaux
- Chasse & Pêche
- Science & Vie TV
- Toute L'Histoire
- Trek
- Mon Science & Vie Junior (lancement en février 2016)
- Crime District (lancement en février 2016)

### Spécialisées
- Mangas
- Vidéoclick (thématique)
- XXL (chaîne consacrée à la pornographie et la plus rentable des chaînes payantes)

## Chaines disparues

### Musicale
- Musique Classique (disparue en octobre 2007)
- Nostalgie la télé devenue RFM TV (disparue en avril 2005 et relancée en 2014 en remplacement de MCM Pop)
- Onyx.tv (chaîne allemande) devenue une chaine découverte, Terranova (elle-même arrêtée en juillet 2007)
- 'Zik (disparue le 31 décembre 2007)

### Sport
- AB Sports, revendue au groupe Pathé en 1998 qui la renomme Pathé Sport, puis rachetée par Canal+ qui la renomme Sport+

### Cinéma
- Ciné Palace, devenue Ciné Box (chaîne cinéma disparue fin août 2004)
- Ciné First (chaîne cinéma disparue fin août 2010)
- Ciné Pop (chaîne cinéma disparue le 15 juillet 2008)
- Rire, devenue Ciné Comic (chaîne cinéma disparue fin août 2004)
- Romance (chaîne cinéma devant inclure l'offre Ciné Box, mais elle n'a pas vu le jour car sa programmation paraissait trop proche de celle de CinéCinéma Émotion)

### Documentaires et découverte
- Encyclopédia, devenue Encyclo (disparue fin mars 2015, remplacée par Science & Vie TV)
- Escales, devenue Trek (disparue début février 2015)

### Autres
- Fit TV (chaîne fitness peu diffusée car couplée avec Toute L'Histoire qui occupait l'essentiel de l'antenne)
- Terranova (chaîne découverte)